# Willis Conover
Pour les articles homonymes, voir Conover.
Willis Conover (Willis Clark Conover Jr, 18 octobre 1920 - 17 mai 1996) est un animateur de radio emblématique, pendant plus de 40 ans, de l'émission Voice of America Jazz Hour (L'heure du jazz) de la radio américaine Voice of America, et un producteur de jazz.

## Histoire
Willis Conover naît en 1920 à Buffalo dans l'État de New York. Fan de fantasy et de science-fiction durant sa jeunesse, il publie un fanzine Science Fantasy et entretient une correspondance (qu'il publie) avec l'écrivain américain H. P. Lovecraft. Il poursuit des études à la Salisbury University (en) de Salisbury (Maryland), puis devient animateur de radio en 1939, à l'âge de 19 ans, pour WTBO (en), à Cumberland dans le Maryland, puis pour l'Armée américaine pendant la Seconde Guerre mondiale.
Il emménage en 1954 à Washington pour se spécialiser sur des émissions de jazz, avec en particulier The Duke Ellington hour on Saturday nights (l'heure de Duke Ellington du samedi soir), où il diffuse et commente des tubes de jazz américain, et reçoit et interview des jazzmen.

### Voice of America

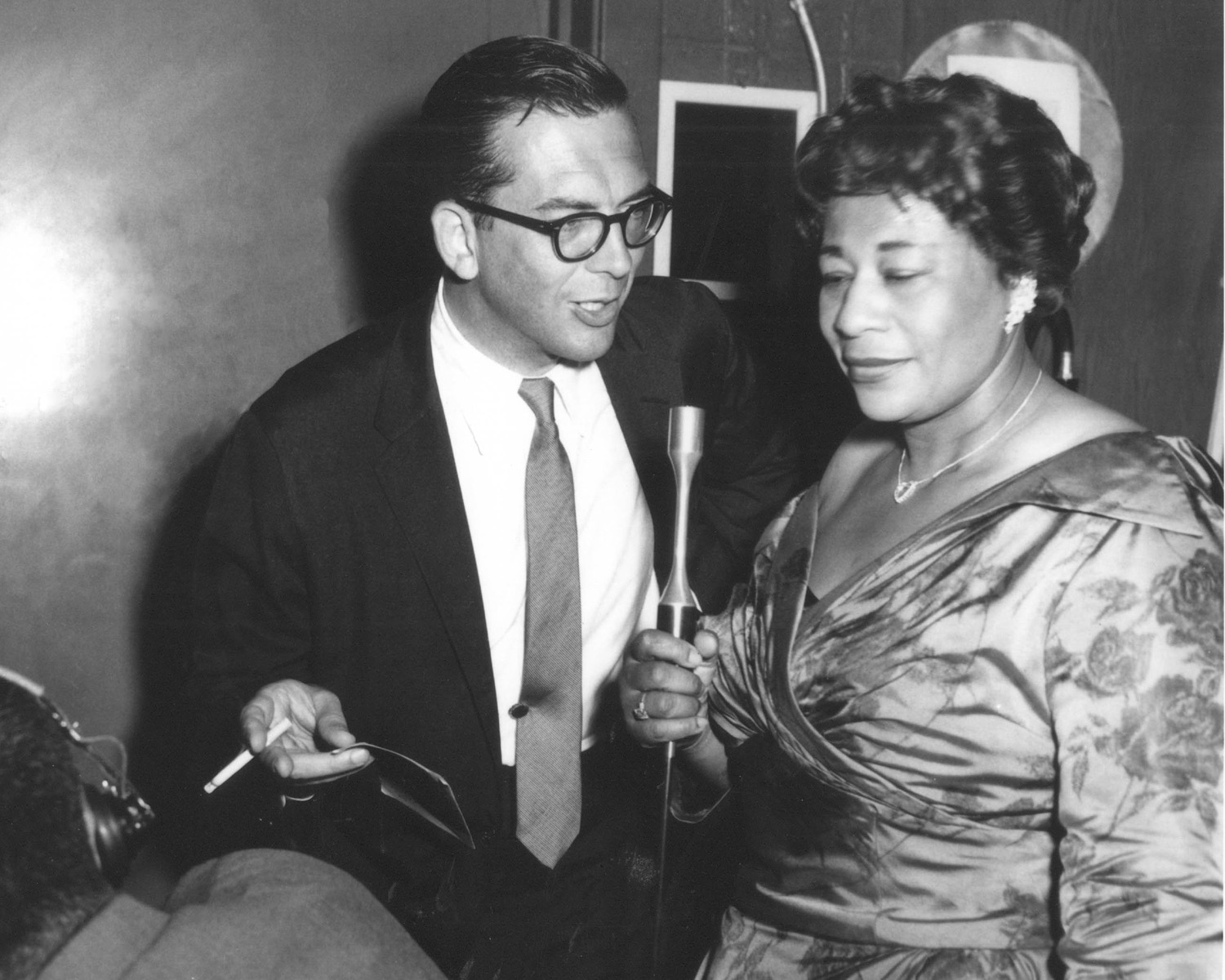
Avec Ella Fitzgerald

Il devient alors, à partir de 1955, animateur de l'émission de radio nocturne de Voice of America Jazz Hour, de la radio internationale Voice of America de Washington D.C. Il parle un anglais simple, avec une voix grave et lente, pour être compris mondialement du plus grand nombre, avec pour célèbre indicatif un extrait du titre Take the "A" Train, du big band de son grand ami Duke Ellington,. L'émission est diffusée avec succès jusqu’à la fin de sa vie, pendant plus de 40 ans, en particulier jusqu'en URSS, durant la guerre froide, avec la diffusion de nombreux tubes de jazz (avec une prédilection pour les standards de jazz emblématiques des big bands swing de l'ère du jazz) et des interviews de nombreuses stars du jazz de l'époque, dont il fait la promotion, tels que Duke Ellington, Louis Armstrong, Benny Goodman, Artie Shaw, Lionel Hampton, Ella Fitzgerald, Billie Holiday, Sarah Vaughan, Peggy Lee, Bing Crosby, Dizzy Gillespie, Charlie Parker, Oscar Peterson, Irving Berlin, Stan Getz, Dave Brubeck, Stan Kenton, ou encore Art Tatum. Ces enregistrements radiophoniques d'entretiens historiques sont archivés au Registre national des enregistrements de la Bibliothèque du Congrès des États-Unis en tant qu'enregistrements « culturellement, historiquement ou esthétiquement significatifs »,,,,. 

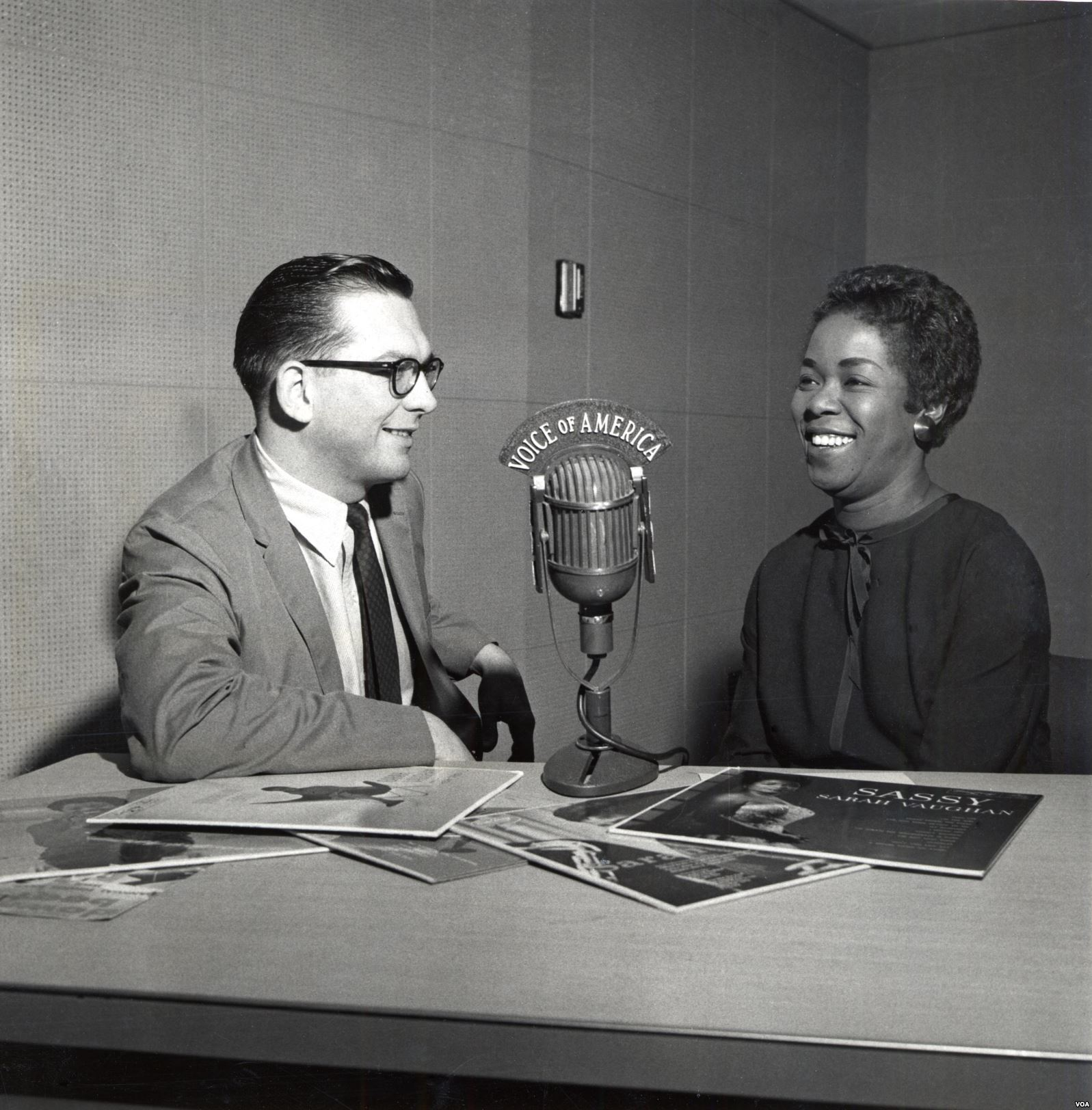
Avec Sarah Vaughan
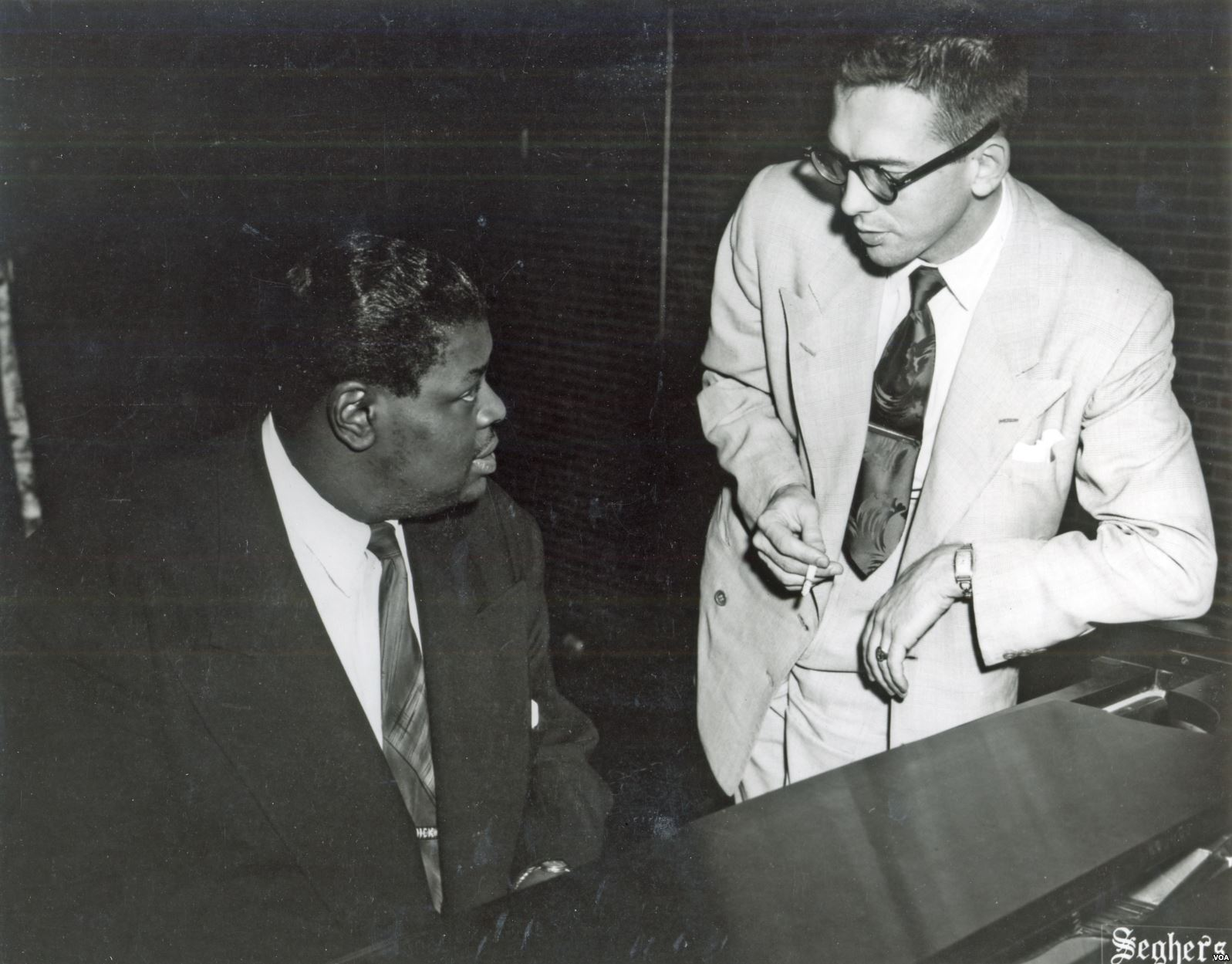
Avec Oscar Peterson
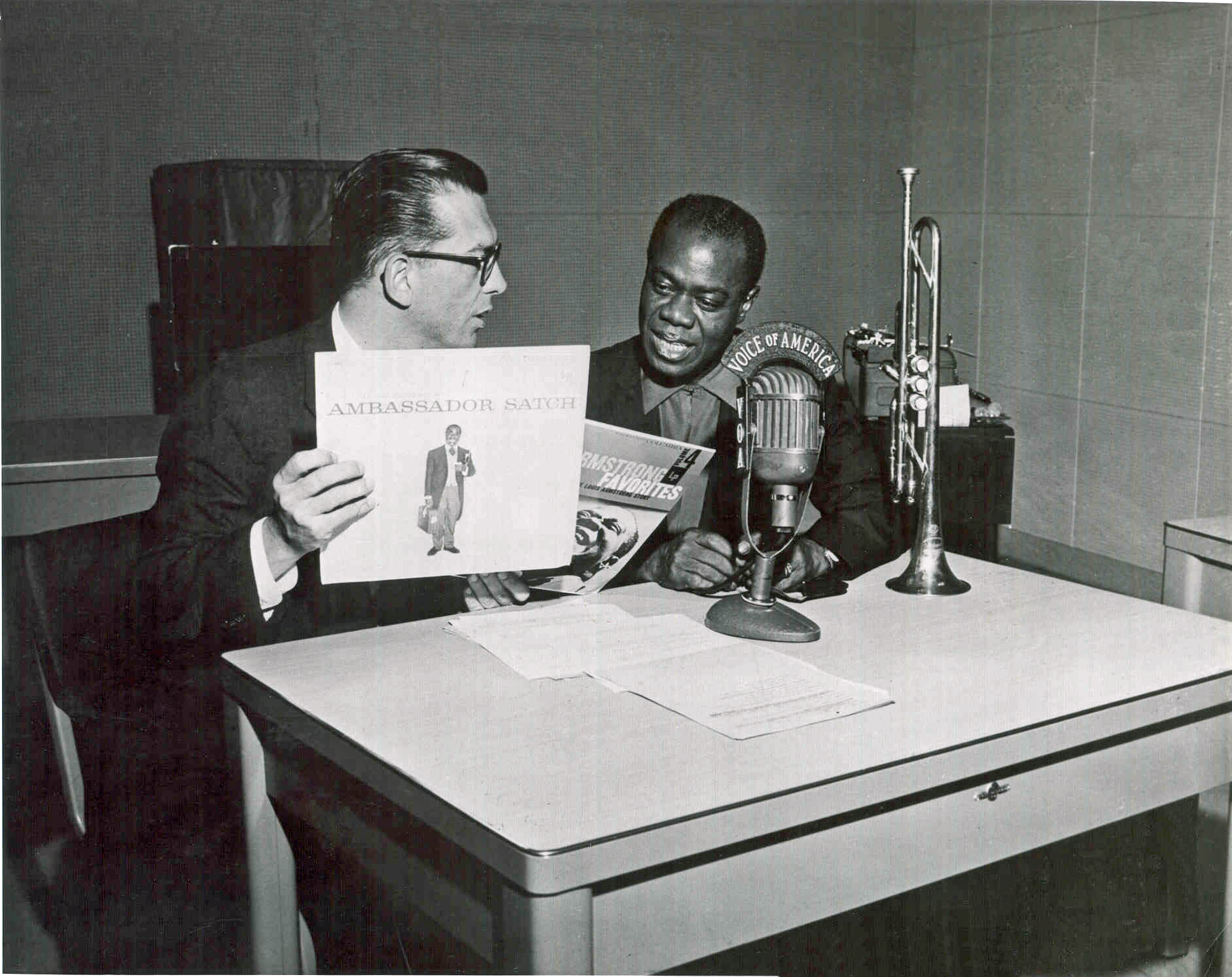
Avec Louis Armstrong
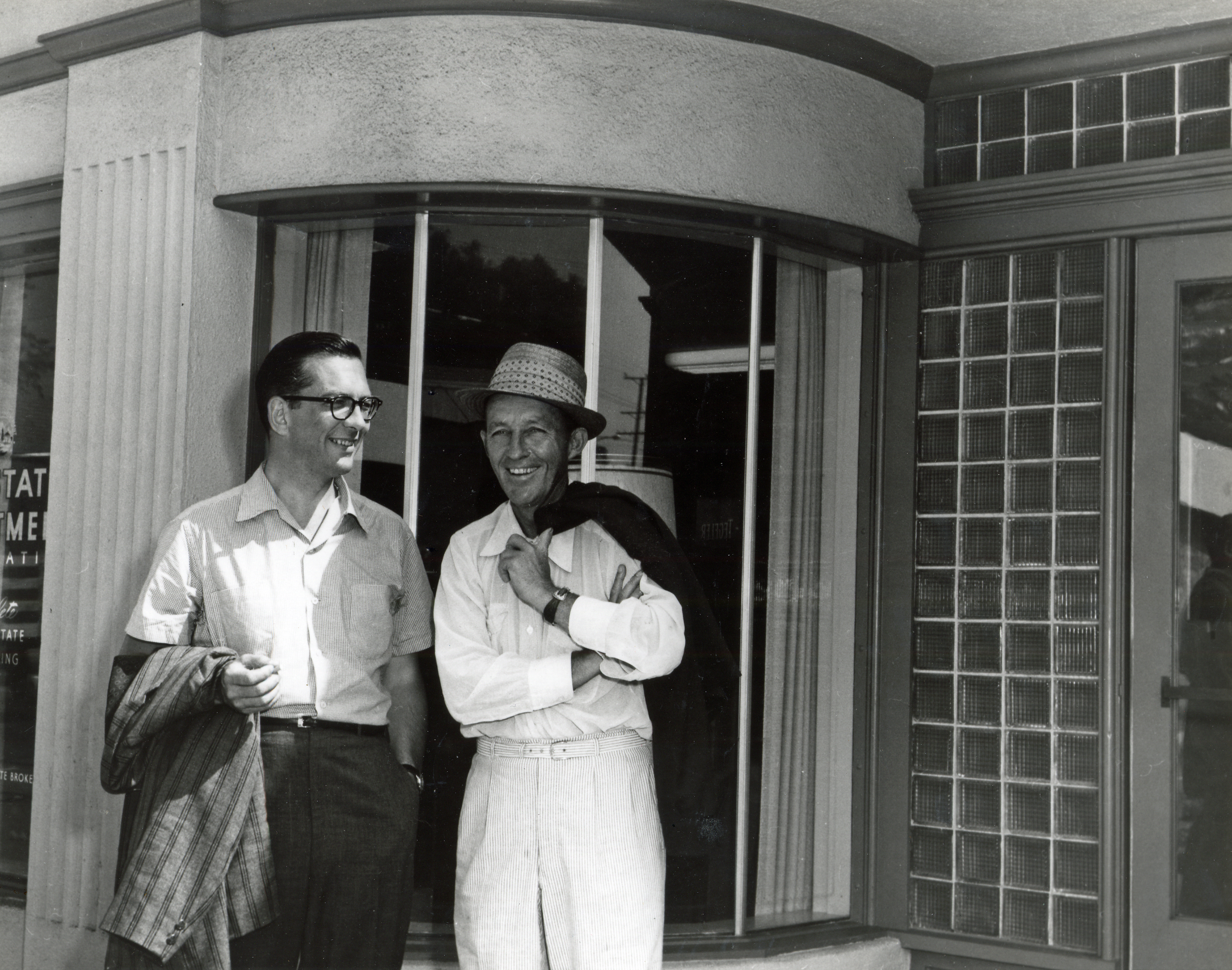
Avec Bing Crosby
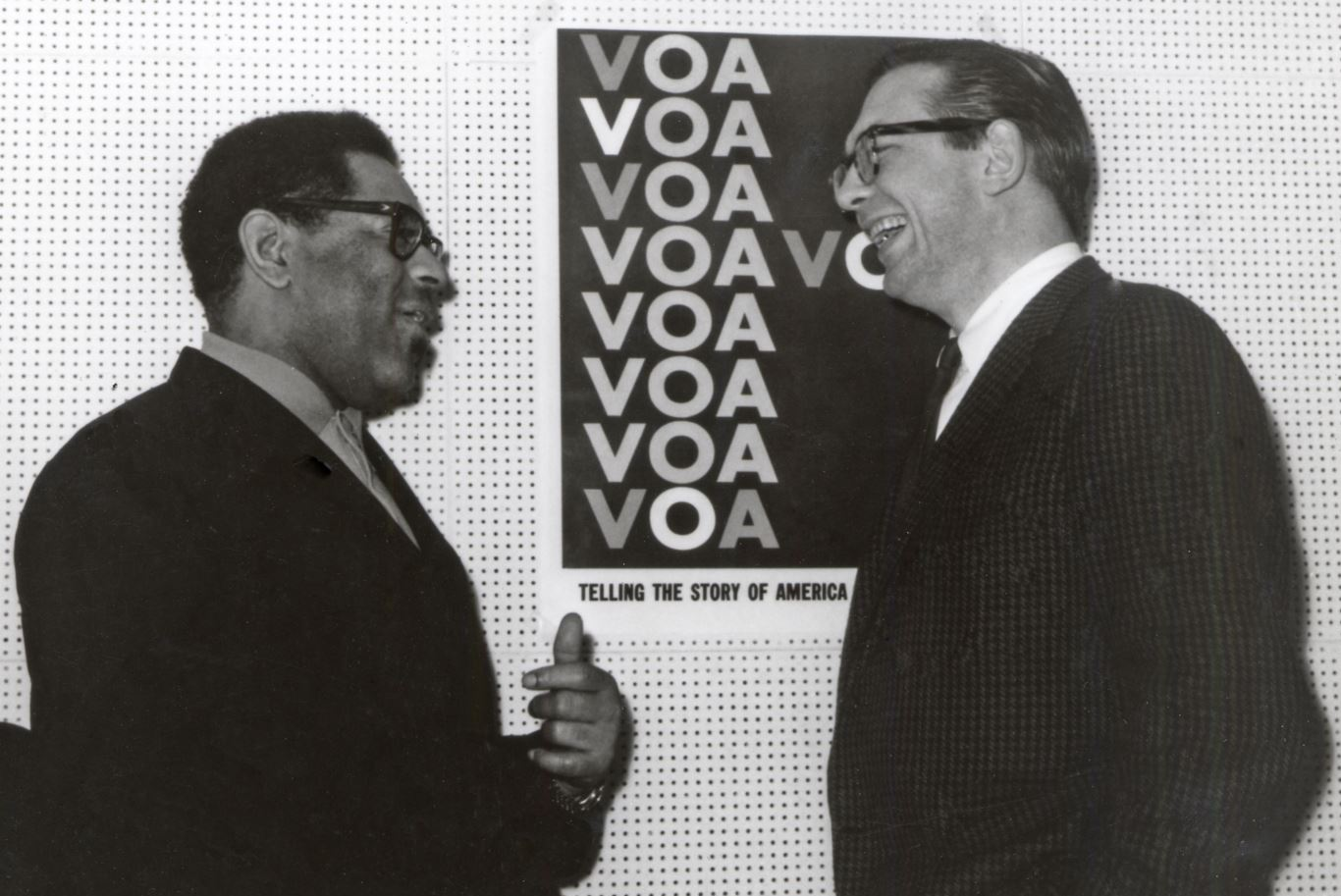
Avec Dizzy Gillespie

Il présente et produit également des albums de jazz,, des concerts de jazz de club de jazz, du Newport Jazz Festival, à la Maison-Blanche, ou encore pour le cinéma et la télévision américaine. Ces concerts tous publics ont contribué à l’abolition de la ségrégation raciale aux États-Unis.
Grand fumeur, il disparaît d'un cancer du poumon en 1996, à l'âge de 75 ans, et repose au cimetière national d'Arlington en Virginie.

## Quelques distinctions
- 1990 : doctorat honoris causa du Berklee College of Music de Boston.
- 1997 : la Willis Conover Jazz Preservation Foundation, Inc. regroupe plus de 22 000 enregistrements de divers formats, correspondance, mémos, magazines, catalogues de disques, manuscrits, notes de programme, souvenirs, photographies, livres et autres objets personnels de sa longue carrière[18]
- 2010 : ses entretiens radiophoniques enregistrés sont archivés au Registre national des enregistrements de la Bibliothèque du Congrès des États-Unis en tant qu'enregistrements « culturellement, historiquement ou esthétiquement significatifs ».